# Limnomys bryophilus
Limnomys bryophilus  (Rickart, Heaney & Tabaranza Jr., 2003) è un roditore della famiglia dei Muridi endemico dell'isola di Mindanao, nelle Filippine.

## Descrizione

### Dimensioni
Roditore di piccole dimensioni, con la lunghezza totale tra 266 e 294 mm, la lunghezza della coda tra 157 e 180 mm, la lunghezza del piede tra 30 e 34 mm, la lunghezza delle orecchie tra 20 e 24 mm e un peso fino a 80 g.

### Aspetto
La pelliccia è lunga, densa e soffice. Le parti superiori sono bruno-grigiastre con riflessi giallastri, mentre le e parti inferiori sono bianco-grigiastre. Una striscia giallo-brunastra è spesso presente lungo la parte inferiore del collo. La coda è più lunga della testa e del corpo, è uniformemente marrone scura e talvolta con la punta bianca. 

## Biologia

### Comportamento
È una specie arboricola e prevalentemente notturna. Scende al suolo per nutrirsi.

### Alimentazione
Si nutre di semi, frutti, artropodi e vermi.

### Riproduzione
Le femmine danno alla luce 1-2 piccoli una volta all'anno.

## Distribuzione e habitat
Questa specie è endemica del Monte Kitanglad, nell'isola di Mindanao, Filippine
Vive nelle foreste muschiose montane primarie tra 2.500 e 2.800 metri di altitudine.

## Conservazione
La IUCN Red List, considerata l'abbondanza all'interno del suo areale e l'habitat privo di minacce, classifica L.bryophilus come specie a rischio minimo (Least Concern).